# Torre del Barbarossa (Seregno)
La torre del Barbarossa è una torre campanaria di origine medioevale, è situata nel centro storico di Seregno.
La torre civica è tradizionalmente chiamata "del Barbarossa" poiché si ritiene che sia stata voluta dall’Imperatore Federico Barbarossa al fine di essere utilizzata come punto d'avvistamento lungo la linea "Como-Milano" nel periodo medioevale delle guerre contro i comuni lombardi, in realtà l'ipotesi più accreditata e con sufficienti testimonianze storiche la colloca come torre campanaria dell'antica chiesa di San Vittore (oggi esistente con forma e dimensione diversa) da quella probabilmente medioevale.

## Campanone di Brianza
I primi anni del secolo XI l'Italia Settentrionale, per diverse evenienze, fu scossa da particolari avvenimenti, talvolta tumultuosi, legati a guerriglie e rivolte insorte in seno alla popolazione brianzola desiderosa di salvaguardare la propria autonomia ed incolumità sotto le pressioni del nemico.
In ogni città, dunque, venne esposto un elenco contemplante le diverse tipologie di pericoli incombenti e di pubbliche urgenze.
La tradizione vuole che, al suono del Campanone presente sul campanile d'ogni borgo, tutti abbandonassero le proprie abitazioni e, opportunamente vestiti di ferro ed armati di roncole, tridenti e simili, corressero nella piazza principale, così da poter ascoltare i comizi e, qualora si rivelasse opportuno, per correre in difesa della patria.
Al fine di garantire una veloce propagazione del messaggio di pericolo in tutto il territorio brianzolo, ci si serviva delle principali torri campanarie, ubicate nei luoghi maggiormente significativi.
Probabilmente, la torre di Montevecchia, collocata in alto e, dunque, con ampia visuale, riceveva i rintocchi dal campanile di Vimercate; quindi inoltrava il messaggio sonoro alla torre di Erba e, quest'ultima, a quella di Montorfano.
Quindi, i rintocchi proseguivano verso il campanile di Cantù il quale, poi, li tramandava a Mariano Comense, quindi alla torre del Barbarossa di Seregno ed, infine, al campanile di Desio e di Vedano al Lambro, per poi chiudere il circuito del segnale al campanile di Vimercate, quale ricevuta d'un messaggio inviato in tutto il territorio brianzolo.
I campanili citati, poi, avevano il compito di diffondere i rintocchi anche ai più piccoli campanili presenti in seno ad ogni borgata.
L'espressione Campanone della Brianza, probabilmente, si riferisce al quasi contemporaneo suono dei campanoni delle principali torri campanarie della Brianza, quasi a creare un'unica suggestiva campana segnalante il pericolo.
La torre del Barbarossa, originariamente, in virtù di quanto appena esposto, presentava un'altezza superiore di quella odierna; solo in seguito, quando l'Autorità decise di adibirla a campanile, la torre venne abbassata, anche in relazione all'aumento del numero di campane ospitate, passate dalle quattro di San Vittore alle attuali nove, per ovviare a problemi statici.

## Storia
La torre del Barbarossa rappresenta il simbolo di Seregno ed è caratterizzata da uno stile guelfo, molto raro nell'architettura coeva; si pensa che, più di mille anni or sono, appartenesse ad un maniero della zona. Una tesi, invece, l'accredita come torre campanaria della chiesa di San Vittore, poi in gran parte demolita e di cui restano poche tracce La leggenda vuole che l'imperatore Federico Barbarossa, detto il Barbarossa se ne servisse al fine di vedere per tempo le truppe nemiche giungere da Milano e potere così schierare l'esercito. In seguito, con l'edificazione della chiesa di San Vittore, venne usata quale torre campanaria per ospitarvi i quattro bronzi di San Vittore.
La leggenda del Barbarossa si fonde con il computo ben più probabile attendibile svolto dalla torre ed esternato nel precedente paragrafo.
Attualmente la torre è di proprietà del Comune, il quale, a partire dal 1990, ha provveduto ad un restauro tecnico e conservativo della medesima.
Nel luglio del 1997, concluse le operazioni di recupero, le nove campane sono state riposizionate nella cella campanaria e nel Settembre del medesimo anno l'allora arcivescovo di Milano, Sua Eminenza Card. Carlo Maria Martini, inaugurò ufficialmente la torre avviando il concerto di campane.

## Campane
La torre del Barbarossa ospita, nella cella campanaria, i nove bronzi della Basilica di San Giuseppe, forgiati dalla Premiata Fonderia Pontificia Cav. Carlo Ottolina, quattro dei quali provengono dall'antica chiesa di San Vittore, poi dismessa, in seguito all'edificazione della chiesa di San Giuseppe.
I nove bronzi vennero consacrati nel 1930 dall'allora arcivescovo di Milano, Sua Eminenza Card. Alfredo Ildefonso Schuster.
Le campane presenti nella cella campanaria sono le seguenti:
1:si bemolle3, dedicata ai defunti di Seregno.
2: la bemolle3, dedicata a San Giuseppe.
3: sol3, dedicata ai Santi Ambrogio e Carlo.
4: fa3, dedicata ai Santi Vitale e Valeria.
5: mi bemolle3, dedicata ai Santi Antonio da Padova e Luigi.
6:re bemolle3 ai Santi Rocco e Sebastiano.
7: do3, dedicata all'Angelo tutelare della Parrocchia.
8: SI bemolle2 grave, dedicata a Christo Regi Sereniensum subdita corda.
9: LA bemolle2 grave DETTA"CAMPANONE"
Nel 1987 la campana maggiore in la bemolle grave si lesionò e l'entità della crepa non gli consentì più di svolgere il suo ruolo. Per circa un anno, dal 1987 al 1988, rimase immobile, e per i concerti solenni si ripiegò su sole sette campane; nel Marzo del 1988, il bronzo lesionato venne definitivamente rimosso.
Tuttavia, dopo l'Estate, nel Settembre del 1988, in occasione della Festa della Basilica, la generosità di molti seregnesi permise la fusione d'un nuovo Campanone in LA bemolle grave, identico a quello lesionatosi, che venne issato sul campanile nell'Ottobre seguente.
Per la circostanza, peraltro, fu realizzato uno speciale annullo filatelico Rifusione della Campana Maggiore Christo Regi, Seregno 25 settembre 1988, a cura del Circolo filatelico di Seregno, presentato durante una mostra filatelica e numismatica realizzata con il patrocinio del Comune di Seregno e dell'Associazione dei Filatelici e Numismatici di Milano e Lombardia.
Inoltre, ad ogni benefattore, venne consegnata una medaglia appositamente coniata e raffigurante, nel bassorilievo, la campana maggiore, il campanile (Torre del Barbarossa) e lo stuolo di folla in processione con stendardi.

## Suonate
Le campane ambrosiane sono a battaglio cadente: ciò significa che sono vincolate ad una ruota che consente loro dei movimenti in rotazione a lenta velocità; in questa maniera, il batacchio tende a mantenersi in posizione verticale e, non appena incontra il bronzo in rotazione, lo colpisce creando un'emissione sonora.
Sotto questo aspetto, peraltro, da un punto di vista meramente musicistico, la campana è classificata quale strumento musicale idiofono.
Ogni campana emette, quando colpita dal battaglio, una particolare nota; il tipo di nota generato dal bronzo è funzione delle dimensioni del medesimo e dello spessore.
La suonata dei bronzi ambrosiani consente due possibilità: la distesa ed il concerto.
Mediante la distesa le campane ruotano continuamente attorno ad un ipotetico asse orizzontale in un verso e nel verso opposto, passando per la posizione di quiete (campana in verticale).
Le campane, per via delle diverse dimensioni e del diverso peso, ruotano a velocità differenti: i rintocchi, pertanto, vengono generati alla rinfusa, in maniera occasionale e ciò che s'ode è un amalgama di note variamente emesse.
Il concerto solenne ambrosiano, invece, viene eseguito, normalmente, utilizzando cinque od otto campane, a seconda del numero di bronzi dei quali disponga un campanile.
Ovviamente, il concerto d'otto campane, per via del maggior numero di note presenti, oltre a rivelarsi più ricco di melodie componibili, comporta una maggiore difficoltà nell'esecuzione.
In questo caso, le campane, dopo un avvio capace di conferire loro una certa quantità di moto, vengono condotte in piedi o, meglio, a bicchiere, in posizione verticale opposta rispetto a quella di quiete.
La posizione a bicchiere è instabile e, pertanto, il mantenimento di suddetta posizione avviene agendo su d'un apposito freno.
Quindi, all'apertura del freno, la campana non più trattenuta ruota cadendo a notevole velocità e generando il primo rintocco; poi, per effetto della quantità di moto posseduta, cambia il verso del movimento salendo a velocità più ridotta e generando il secondo rintocco.
Raggiunta la posizione a bicchiere può essere nuovamente vincolata agendo sul freno.
Questo sistema consente la realizzazione della marcia funebre, ottenuta mediante la discesa e contemporanea salita di ciascuna campana, in ordine progressivo e viceversa, intervallando le singole discese da silenzi.
Invece, la realizzazione del concerto solenne avviene tramite la discesa e contemporanea salita di più campane, a turno, in maniera tale da concatenare tra loro i rintocchi.
Il risultato è una piacevole melodia, tanto più variegata, quanto più abile si rivelano i maestri campanari.
Il miglior concerto ambrosiano, ancora realizzato azionando e governando discesa e salita delle campane mediante corde, è quello della Basilica Romana Minore, Collegiata, Prepositurale Plebana dei Santi Siro e Materno di Desio, oggetto d'incisioni discografiche.
Nella cittadina brianzola, infatti, è presente un noto gruppo di campanari i quali, peraltro, organizzano importanti raduni di campanari e, sovente, in occasione delle festività di rilievo, s'esibiscono alla base della torre campanaria desiana realizzando il concerto solenne ambrosiano di otto campane.

## Galleria d'immagini

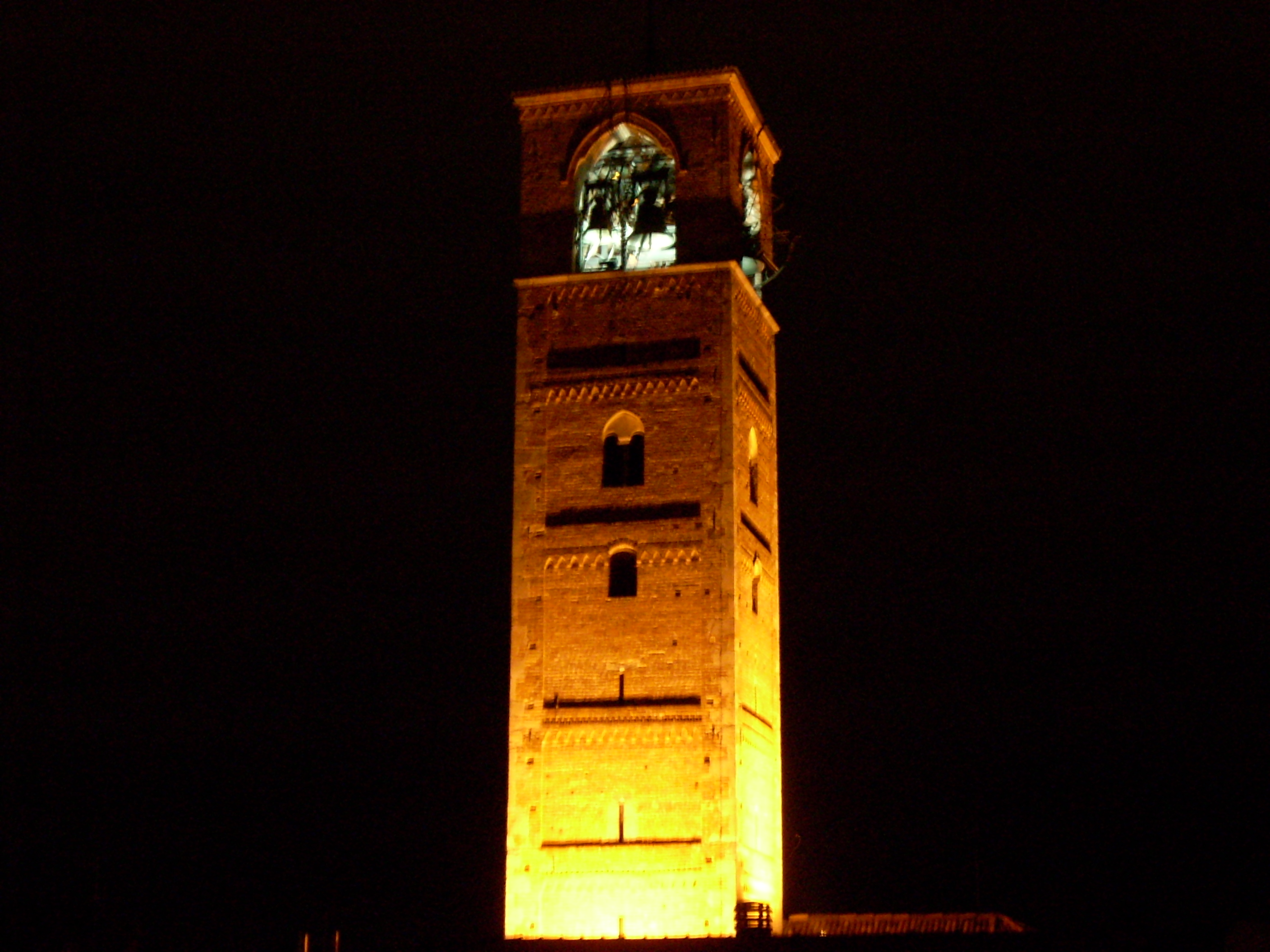
La torre del Barbarossa nelle ore notturne.
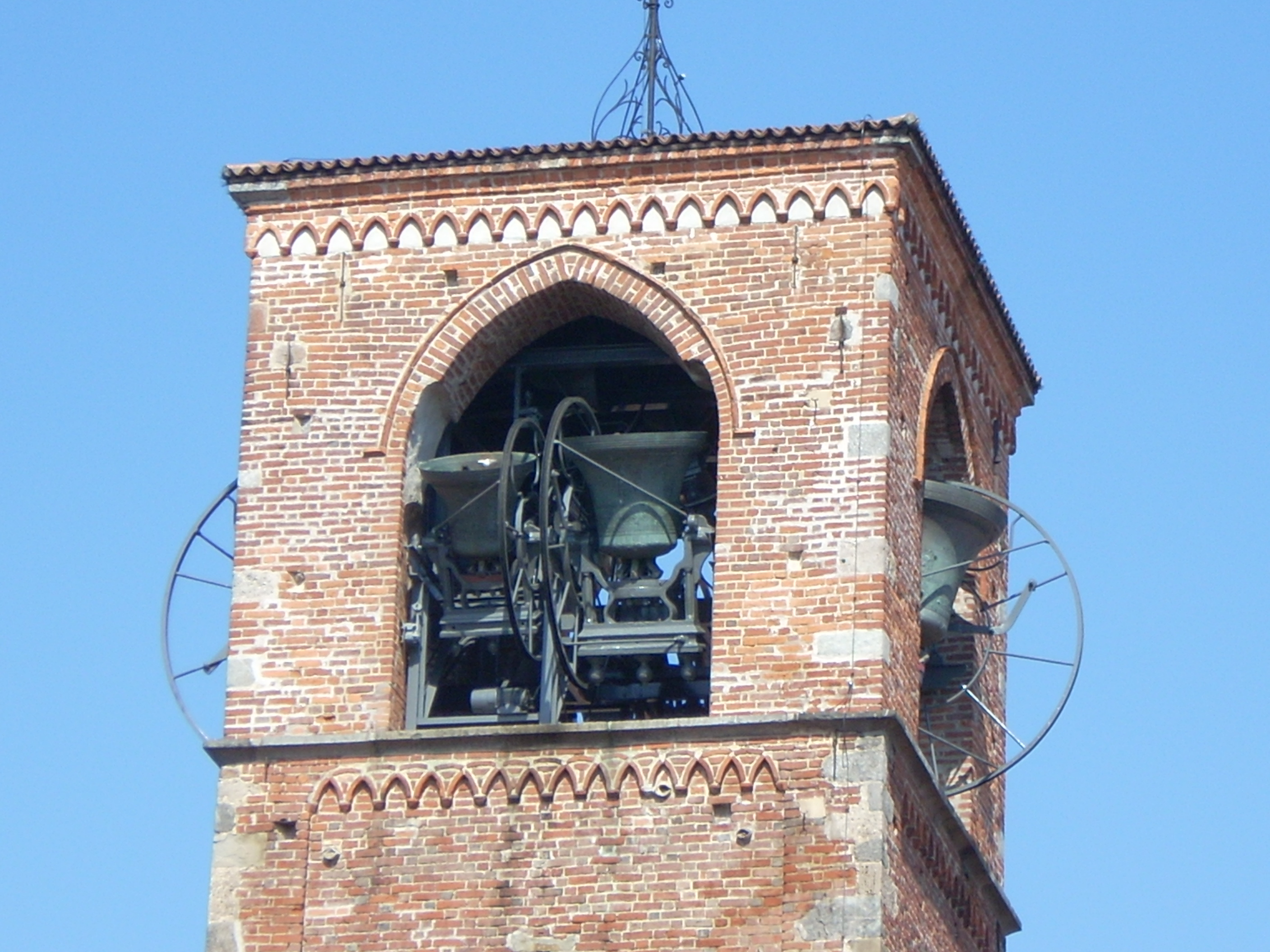
Campane posizionate "a bicchiere" durante un concerto solenne.
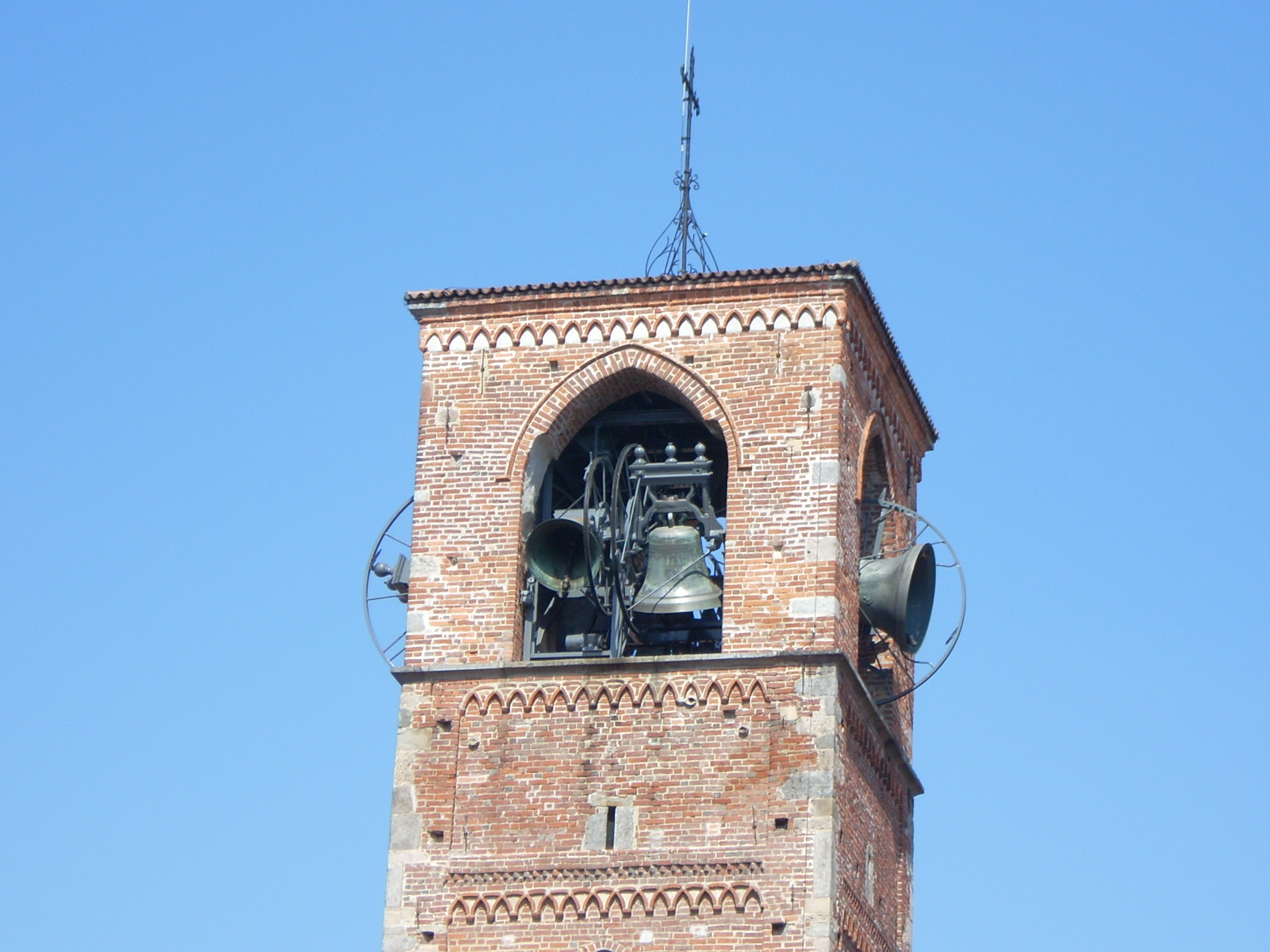
Le campane suonano a distesa.